# 小米手机青春版
小米手机青春版是一款由小米科技于2012年5月18日推出的智能手机，该机基于Android操作系统，搭载MIUIROM，并配备了高通双核1.2GHz处理器与768M内存，而其他硬件配置则与小米手机M1相同。

## 发布
继小米手机在手机市场引发关注后，小米科技于2012年5月15日宣布将推出一款定价为人民币1499元的智能手机，除CPU与内存配置稍降外，其余硬件配置与前代小米手机相同。小米科技创始人雷军表示："青春版主要面对学生群体，限量15万台，小米手机从发布以来，深受学生群体喜爱，为了让利给这部分用户，小米公司特别推出限量青春版，回馈一直支持小米的用户。"。2012年5月16日，小米科技官网开放小米手机青春版预售，并于18日正式发售。限量15万台，仅针对之前预约的消费者。18日，小米科技官网表示第一批15万台小米手机青春版在10分52秒内预定完毕。

## 争议

### 代码门
2012年5月18日，在小米手机青春版尚未开放购买前，有网友在查看小米购买网页的代码时，发现代码中显示“15万台小米手机青春版00分33秒后预定结束”。在这条代码曝光后，有网友评论指小米科技操作饥饿营销。对此，小米科技发言人表示“这只是一行注释代码，是提前写好的一个模拟文案”。副总裁黎万强也在微博上称是调试的注释代码忘删了。

### 降价门
由于产能原因，小米手机青春版的实际产能并不能满足预订数量，小米科技向已经预订青春版的消费者发送消息称将会为这些没有及时拿到手机的消费者免费升级至价值人民币1999元的小米手机M1标准版。但这一补偿方式却让已经拿到小米手机青春版的用户感到不满，一些青春版用户认为小米公司是在变相降价。

## 外部連結
- 小米手机官方主页 （页面存档备份，存于）